# Gérygone à ventre jaune
Gerygone chrysogaster
Espèce
Statut de conservation UICN

 LC  : Préoccupation mineure
La Gérygone à ventre jaune (Gerygone chrysogaster) est une espèce de passereaux de la famille des Acanthizidae.

## Distribution
On la trouve en Nouvelle-Guinée.

## Habitat
Elle habite les forêts humides en plaine subtropicales et tropicales.

## Sous-espèces
Selon la classification de référence du Congrès ornithologique international (14.2, 2024) elle se répartit en 3 sous-espèces :
- Gerygone chrysogaster notata Salvadori, 1878 — Salawati et ouest de la Nouvelle-Guinée
- Gerygone chrysogaster neglecta Wallace, 1865 — Waigeo et Batanta (îles Raja Ampat)
- Gerygone chrysogaster chrysogaster Gray,GR, 1858 — Yapen, îles Aru et Nouvelle-Guinée